# 孫弈
孫弈（?—?），字季昭，號履齋，宋朝廬陵人。
生平無考，僅知曾擔任官職，紹熙元年在春華樓聽丞相周益公議論。著有《履齋示兒編》二十三卷，《四庫全書總目提要》稱此書“其冗雜者可削，其精核者究不可廢也”。。